# Ramaria decurrens
Ramaria decurrens är en svampart som först beskrevs av Christiaan Hendrik Persoon, och fick sitt nu gällande namn av R.H. Petersen 1981. Ramaria decurrens ingår i släktet Ramaria och familjen Gomphaceae.   Inga underarter finns listade i Catalogue of Life.